# Leichtathletik-Juniorenweltmeisterschaften 2008

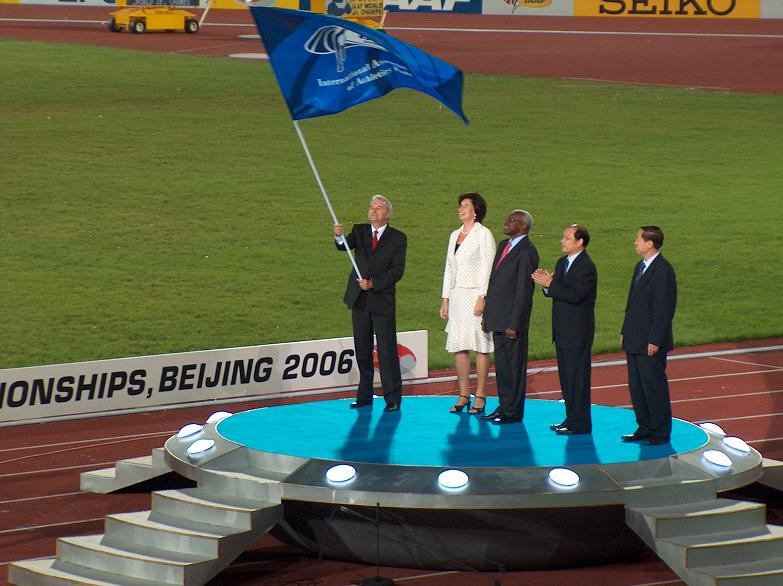
Der Stadtpräsident von Bydgoszcz, Konstanty Dombrowicz, bei der Übernahme der Flagge der Weltmeisterschaften in Peking

Die 12. Leichtathletik-Juniorenweltmeisterschaften fanden vom 8. Juli bis 13. Juli 2008 im Zdzisław-Krzyszkowiak-Stadion in der polnischen Stadt Bydgoszcz statt. Sie war der zweijährlich stattfindende Wettkampfhöhepunkt der besten Leichtathleten unter 20 Jahren und bis zu der Fußball-Europameisterschaft 2012 die größte Sportveranstaltung in der Geschichte Polens.

## Männer

### 100 m
| Platz | Athlet                | Land | Zeit (s) |
| ----- | --------------------- | ---- | -------- |
| 1     | Dexter Lee            | JAM  | 10,40    |
| 2     | Wilhelm van der Vyver | RSA  | 10,42    |
| 3     | Terrell Wilks         | USA  | 10,45    |
| 4     | Yohan Blake           | JAM  | 10,51    |
| 5     | Benjamin Olsson       | SWE  | 10,67    |
| 6     | David Lescay          | CUB  | 10,71    |
| 7     | Shehan Abeypitiya     | SRI  | 10,71    |
| 8     | Kemar Hyman           | CAY  | 10,79    |

### 200 m
| Platz | Athlet              | Land | Zeit (s) |
| ----- | ------------------- | ---- | -------- |
| 1     | Christophe Lemaitre | FRA  | 20,83 PB |
| 2     | Nickel Ashmeade     | JAM  | 20,84    |
| 3     | Robert Hering       | GER  | 20,96    |
| 4     | Curtis Mitchell     | USA  | 20,98    |
| 5     | Ramil Quliyev       | AZE  | 21,00    |
| 6     | Antonio Sales       | USA  | 21,01    |
| 7     | Omar Jouma al-Salfa | UAE  | 21,10    |
|       | Adel Jaber Asseri   | KSA  | DSQ      |

### 400 m
| Platz | Athlet              | Land | Zeit (s)  |
| ----- | ------------------- | ---- | --------- |
| 1     | Marcus Boyd         | USA  | 45,53 WJL |
| 2     | Kirani James        | GRN  | 45,70 NJR |
| 3     | O’Neal Wilder       | USA  | 45,76     |
| 4     | Kurt Mulcahy        | AUS  | 46,54     |
| 5     | Niklas Zender       | GER  | 46,78     |
| 6     | Tyler Daniel Harper | CAN  | 47,20     |
| 7     | Jordan McGrath      | GBR  | 47,81     |
|       | Brian Gregan        | IRL  | DSQ       |

### 800 m
| Platz | Athlet             | Land | Zeit (min) |
| ----- | ------------------ | ---- | ---------- |
| 1     | Abukaker Kaki      | SUD  | 1:45,60    |
| 2     | Keoffrey Kibet     | KEN  | 1:46,23 PB |
| 3     | André Olivier      | RSA  | 1:47,57    |
| 4     | Adam Kszczot       | POL  | 1:47,91    |
| 5     | Diomar de Souza    | BRA  | 1:49,80    |
| 6     | Giordano Benedetti | ITA  | 1:50,65    |
| 7     | Amine El Manaoui   | MAR  | 1:51,43    |
| 8     | James Kaan         | AUS  | 1:52,41    |

### 1500 m
| Platz | Athlet                  | Land | Zeit (min) |
| ----- | ----------------------- | ---- | ---------- |
| 1     | Imad Touil              | ALG  | 3:47,40    |
| 2     | James Magut             | KEN  | 3:47,51    |
| 3     | Demma Daba              | ETH  | 3:47,65    |
| 4     | Fredrick Musyoki Ndunge | KEN  | 3:48,00    |
| 5     | Ryan Gregson            | AUS  | 3:48,23    |
| 6     | Taha Belkorchi          | MAR  | 3:49,26    |
| 7     | Florian Carvalho        | FRA  | 3:49,48    |
| 8     | Evan Jager              | USA  | 3:49,59    |

### 5000 m
| Platz | Athlet                   | Land | Zeit (min)  |
| ----- | ------------------------ | ---- | ----------- |
| 1     | Abreham Cherkos          | ETH  | 13:08,57 CR |
| 2     | Mathew Kipkoech Kisorio  | KEN  | 13:11,57 PB |
| 3     | Dejen Gebremeskel        | ETH  | 13:11,97    |
| 4     | Geofrey Kusuro           | UGA  | 13:31,80    |
| 5     | Tonny Wamulwa            | ZAM  | 13:33,09    |
| 6     | Vincent Kipsegechi Yator | KEN  | 13:35,67 PB |
| 7     | Abraham Kiplimo          | UGA  | 13:41,89 PB |
| 8     | Pascal Mombo             | TAN  | 13:50,29 PB |

### 10.000 m
| Platz | Athlet                 | Land | Zeit (s)     |
| ----- | ---------------------- | ---- | ------------ |
| 1     | Josphat Bett Kipkoech  | KEN  | 27:30,85 CR  |
| 2     | Titus Kipjumba Mbishei | KEN  | 27:31,65 PB  |
| 3     | Ibrahim Jeilan         | ETH  | 28:07,98     |
| 4     | Hunegnaw Mesfin        | ETH  | 28:08,58     |
| 5     | Stephen Kiprotich      | UGA  | 28:10,71     |
| 6     | Youssef Nasir          | MAR  | 29:19,85 NJR |
| 7     | Ryuji Kashiwabara      | JPN  | 29:31,52     |
| 8     | Houssam Rouabhi        | ALG  | 29:58,19 PB  |

### 10 km Gehen
| Platz | Athlet               | Land | Zeit (min)   |
| ----- | -------------------- | ---- | ------------ |
| 1     | Stanislaw Jemeljanow | RUS  | 39:35,01 CR  |
| 2     | Chen Ding            | CHN  | 39:47,20 AJR |
| 3     | Lluis Torlá          | ESP  | 40:29,57 PB  |
| 4     | Alexej Bartsajkin    | RUS  | 41:14,90 SB  |
| 5     | Geng Lingfu          | CHN  | 41:57,69 PB  |
| 6     | Caio Bonfim          | BRA  | 42:18,33 PB  |
| 7     | Hédi Teraoui         | TUN  | 42:18,65 PB  |
| 8     | Dawid Tomala         | POL  | 42:33,60 PB  |

### 110 m Hürden
| Platz | Athlet               | Land | Zeit (s)  |
| ----- | -------------------- | ---- | --------- |
| 1     | Konstantin Schabanow | RUS  | 13,27 WJL |
| 2     | Kooker Nunley        | USA  | 13,45     |
| 3     | Keiron Stewart       | JAM  | 13,51     |
| 4     | Sami Ahmed Al-Haydar | KSA  | 13,51 AJR |
| 5     | Aleksej Dremin       | RUS  | 13,52     |
| 6     | Jin Nakamura         | JPN  | 13,53 NJR |
| 7     | Balázs Baji          | HUN  | 13,60 NJR |
| 8     | Quentin Ruffacq      | BEL  | 13,65     |

### 400 m Hürden
| Platz | Athlet            | Land | Zeit (s)  |
| ----- | ----------------- | ---- | --------- |
| 1     | Jeshua Anderson   | USA  | 48,68 PB  |
| 2     | Johnny Dutch      | USA  | 49,25     |
| 3     | Amaury Valle      | CUB  | 49,56 NJR |
| 4     | Cornel Fredericks | RSA  | 50,39 PB  |
| 5     | PC Beneke         | RSA  | 50,78 PB  |
| 6     | Taras Shtcherenko | ISR  | 51,35 NJR |
| 7     | John Kituu Wambua | KEN  | 51,70     |
| 8     | David Gollnow     | GER  | 53,63     |

### 3000 m Hindernis
| Platz | Athlet                | Land | Zeit (min) |
| ----- | --------------------- | ---- | ---------- |
| 1     | Jonathan Muia Ndiku   | KEN  | 8:17,28 PB |
| 2     | Benjamin Kiplagat     | UGA  | 7:19,24    |
| 3     | Patrick Terer         | KEN  | 8:25,14 PB |
| 4     | Dereje Abdi           | ETH  | 8:32,98    |
| 5     | Legese Lamiso         | ETH  | 8:38,34    |
| 6     | Abdelghani Aït Bahmad | MAR  | 8:45,45    |
| 7     | Krystian Zalewski     | POL  | 8:45,64 PB |
| 8     | Majed Saleh Besheer   | BHR  | 8:49,27    |

### 4 × 100 m Staffel
| Platz | Land                   | Athleten                                                              | Zeit (s)  |
| ----- | ---------------------- | --------------------------------------------------------------------- | --------- |
| 1     | Vereinigte Staaten     | Dante Sales Antonio Sales Marquise Goodwin Terrell Wilks              | 38,98 WJL |
| 2     | Jamaika                | Oshane Bailey Dexter Lee Nickel Ashmeade Yohan Blake                  | 39,25 SB  |
| 3     | Südafrika              | Johannes Mosala Roscoe Engel Patrick Vosloo Wilhelm van der Vyver     | 39,70     |
| 4     | Japan                  | Genki Kawai Seiya Hane Masanori Kaji Yuichi Kobayashi                 | 39,89 SB  |
| 5     | Vereinigtes Königreich | Olufunmi Sobodu Junior Ejehu James Alaka Richard Kilty                | 39,89     |
| 6     | Trinidad und Tobago    | Abiola Glasgow Kendall Bacchus Zwade Edwards Shermund Allsop          | 40,16 SB  |
| 7     | Chinesisch Taipeh      | Liang Tse-ching Wang Ming-en Pan Po-yu Su Yung-chun                   | 40,17     |
| 8     | Thailand               | Poommanus Jankem Wattana Deewong Weerawat Pharueang Suppachai Chimdee | 40,28     |

### 4 × 400 m Staffel
| Platz | Land                   | Athleten                                                           | Zeit (min)  |
| ----- | ---------------------- | ------------------------------------------------------------------ | ----------- |
| 1     | Vereinigte Staaten     | Marcus Boyd Bryan Miller O’Neal Wilder Jeshua anderson             | 3:03,86 WJL |
| 2     | Vereinigtes Königreich | Louis Persent Robert Davis Nigel Levine Jordan McGrath             | 3:05,82 SB  |
| 3     | Deutschland            | Niklas Zender Alexander Juretzko Marc-John Dombrowski Pascal Nabow | 3:06,47 SB  |
| 4     | Jamaika                | Kevin Williams Nickel Ashmeade Rolando Berch Akino Ming            | 3:08,58 SB  |
| 5     | Polen                  | Arkadiusz Wojno Michał Pietrzak Rafał Omelko Jakub Krzewina        | 3:08,65 SB  |
| 6     | Nigeria                | Nkami Ifeanyi Edu Noah Akwu Ayokunle Odelusi Victor Isaiah         | 3:12,56     |
| 7     | Bahamas                | Juan Lewis Jeffery Gibson Lesley Hanna La'Sean Pickstock           | 3:21,75     |
|       | Trinidad und Tobago    | Darnell Greig Jovon Toppin Emanuel Mayers Zwede Hewitt             | DSQ         |

### Hochsprung
| Platz | Athlet              | Land | Höhe (m) |
| ----- | ------------------- | ---- | -------- |
| 1     | Bohdan Bondarenko   | UKR  | 2,26 WJL |
| 2     | Sylwester Bednarek  | POL  | 2,24 SB  |
| 3     | Miguel Ángel Sancho | ESP  | 2,21     |
| 4     | Sergei Mudrow       | RUS  | 2,17     |
| 4     | Ümit Tan            | TUR  | 2,17     |
| 6     | Adonios Mastoras    | GRE  | 2,17     |
| 7     | Marco Fassinotti    | ITA  | 2,13     |
| 8     | Raymond Higgs       | BAH  | 2,13     |

### Stabhochsprung
| Platz | Athlet                   | Land | Höhe (m) |
| ----- | ------------------------ | ---- | -------- |
| 1     | Raphael Holzdeppe        | GER  | 5,50     |
| 2     | Paweł Wojciechowski      | POL  | 5,40 PB  |
| 3     | Karsten Dilla            | GER  | 5,30     |
| 4     | Dezső Szabó              | HUN  | 5,30 PB  |
| 5     | Andrew Marsh             | GBR  | 5,20 PB  |
| 6     | Rasmus Wejnold Jørgensen | DEN  | 5,20 NJR |
| 7     | Joe Berry                | USA  | 5,10     |
| 7     | Hiroki Sasase            | JPN  | 5,10     |

### Weitsprung
| Platz | Athlet                   | Land | Weite (m) |
| ----- | ------------------------ | ---- | --------- |
| 1     | Marquise Goodwin         | USA  | 7,74 PB   |
| 2     | Dimitry Astrouski        | BLR  | 7,64      |
| 3     | Eusebio Cáceres          | ESP  | 7,59      |
| 4     | Mubarak Jasser Al-Jaseer | KSA  | 7,57      |
| 5     | Roni Ollikainen          | FIN  | 7,46      |
| 6     | Stefan Brits             | RSA  | 7,42      |
| 7     | Christian Taylor         | USA  | 7,41      |
| 8     | Julian Howard            | GER  | 7,40      |

### Dreisprung
| Platz | Athlet                    | Land | Weite (m) |
| ----- | ------------------------- | ---- | --------- |
| 1     | Teddy Tamgho              | FRA  | 17,33     |
| 2     | Osviel Hernández          | CUB  | 16,90     |
| 3     | Mohamed Youssef Al-Sahabi | BHR  | 16,59     |
| 4     | Daniele Greco             | ITA  | 16,33 PB  |
| 5     | Henry Frayne              | AUS  | 16,29     |
| 6     | Austin Davis              | USA  | 15,78     |
| 7     | José Alfonso Palomanes    | ESP  | 15,63     |
| 8     | Christian Taylor          | USA  | 15,61     |

### Kugelstoßen
| Platz | Athlet              | Land | Weite (m) |
| ----- | ------------------- | ---- | --------- |
| 1     | David Storl         | GER  | 21,08 WJL |
| 2     | Aleksandr Bulanow   | RUS  | 20,14     |
| 3     | Marin Premeru       | CRO  | 19,93 PB  |
| 4     | Przemyslaw Krawczak | POL  | 19,85 PB  |
| 5     | Stanislaw Seheda    | UKR  | 19,80     |
| 6     | Simon Gustafsson    | SWE  | 19,39     |
| 7     | Petr Novotný        | CZE  | 19,21 PB  |
| 8     | Hendrik Müller      | GER  | 19,11     |

### Diskuswurf
| Platz | Athlet            | Land | Weite (m) |
| ----- | ----------------- | ---- | --------- |
| 1     | Gordon Wolf       | GER  | 62,00 PB  |
| 2     | Marin Premeru     | CRO  | 61,85     |
| 3     | Mykyta Nesterenko | UKR  | 61,01     |
| 4     | Victor Hogan      | RSA  | 60,64     |
| 5     | Michail Dwornikow | RUS  | 59,89     |
| 6     | Andrius Gudžius   | LTU  | 58,63 PB  |
| 7     | Fredrik Amundgård | NOR  | 56,75     |
| 8     | Tibor Petrovszki  | HUN  | 56,41     |

### Hammerwurf
| Platz | Athlet            | Land | Weite (m) |
| ----- | ----------------- | ---- | --------- |
| 1     | Walter Henning    | USA  | 76,92 AJR |
| 2     | Conor McCullough  | USA  | 75,88 PB  |
| 3     | Aleh Dubizki      | BLR  | 75,42     |
| 4     | Paweł Fajdek      | POL  | 75,31 NJR |
| 5     | Sjarhej Kalamojez | BLR  | 74,22     |
| 6     | Dániel Szabó      | HUN  | 73,56 PB  |
| 7     | Ákos Hudi         | HUN  | 73,31 PB  |
| 8     | Markus Johansson  | SWE  | 72,97     |

### Speerwurf
| Platz | Athlet             | Land | Weite (m) |
| ----- | ------------------ | ---- | --------- |
| 1     | Robert Szpak       | POL  | 78,01 WJL |
| 2     | Ihab Abd El Rahman | EGY  | 76,20 NJR |
| 3     | Ansis Bruns        | LAT  | 75,31 PB  |
| 4     | Jaakko Talvitie    | FIN  | 74,47 PB  |
| 5     | Hamish Peacock     | AUS  | 74,44 PB  |
| 6     | Bobur Shokirjonov  | UZB  | 71,66     |
| 7     | Dmytro Kossynskyj  | UKR  | 69,59     |
| 8     | Tuomas Laaksonen   | FIN  | 69,07     |

### Zehnkampf
| Platz | Athlet           | Land | Punkte   |
| ----- | ---------------- | ---- | -------- |
| 1     | Jan Felix Knobel | GER  | 7896 WJL |
| 2     | Eduard Michan    | BLR  | 7894 NJR |
| 3     | Mihail Dudaš     | SRB  | 7663 NJR |
| 4     | Thorsten Margis  | GER  | 7555 PB  |
| 5     | Daniil Wasilew   | RUS  | 7552 PB  |
| 6     | Adam Bevis       | AUS  | 7443 NJR |
| 7     | Jacek Nabozny    | POL  | 7314     |
| 8     | Mark Tymtschenko | UKR  | 7250 PB  |

## Frauen

### 100 m
| Platz | Athletin          | Land | Zeit (s) |
| ----- | ----------------- | ---- | -------- |
| 1     | Jeneba Tarmoh     | USA  | 11,37    |
| 2     | Ashleigh Nelson   | GBR  | 11,49    |
| 3     | Sheniqua Ferguson | BAH  | 11,52    |
| 4     | Rosângela Santos  | BRA  | 11,63    |
| 5     | Shayla Mahan      | USA  | 11,66    |
| 6     | Andreea Ograzeanu | ROU  | 11,67    |
| 7     | Meritzer Williams | SKN  | 11,82    |
|       | Marija Serkowa    | RUS  | DNS      |

### 200 m
| Platz | Athletin          | Land | Zeit (s) |
| ----- | ----------------- | ---- | -------- |
| 1     | Sheniqua Ferguson | BAH  | 23,24    |
| 2     | Meritzer Williams | SKN  | 23,40    |
| 3     | Janelle Redhead   | GRN  | 23,52    |
| 4     | Souheir Bouali    | ALG  | 23,58    |
| 5     | Tiffany Townsend  | USA  | 23,64    |
| 6     | Jamile Samuel     | NED  | 23,76    |
| 7     | Anna Kiełbasińska | POL  | 23,95    |
| 8     | Jura Levy         | JAM  | 23,95    |

### 400 m
| Platz | Athletin           | Land | Zeit (s) |
| ----- | ------------------ | ---- | -------- |
| 1     | Sade Abugan        | NGR  | 51,84    |
| 2     | Jessica Beard      | USA  | 52,09    |
| 3     | Susana Clement     | CUB  | 52,36    |
| 4     | Racheal Nachula    | ZAM  | 52,44    |
| 5     | Julija Baralej     | UKR  | 53,18    |
| 6     | Angeline Blackburn | AUS  | 53,43    |
| 7     | Lanie Whittaker    | USA  | 53,98    |
| 8     | Fabienne Kohlmann  | GER  | 54,12    |

### 800 m
| Platz | Athletin          | Land | Zeit (min) |
| ----- | ----------------- | ---- | ---------- |
| 1     | Mirela Lavric     | ROU  | 2:00,06 CR |
| 2     | Merve Aydın       | TUR  | 2:00,92    |
| 3     | Machteld Mulder   | NED  | 2:02,05    |
| 4     | Alison Leonard    | GBR  | 2:02,15 PB |
| 5     | Winny Chebet      | KEN  | 2:04,13 SB |
| 6     | Sofia Öberg       | SWE  | 2:05,07    |
| 7     | Trychelle Kingdom | AUS  | 2:06,84    |
| 8     | Amina Bakhit      | SUD  | 2:10,71    |

### 1500 m
| Platz | Athletin           | Land | Zeit (min) |
| ----- | ------------------ | ---- | ---------- |
| 1     | Stephanie Twell    | GBR  | 4:15,09    |
| 2     | Kalkidan Gezahegne | ETH  | 4:16,58    |
| 3     | Emma Pallant       | GBR  | 4:17,06    |
| 4     | Jordan Hasay       | USA  | 4:19,02    |
| 5     | Bridey Delaney     | AUS  | 4:21,20    |
| 6     | Alexandra Kosinski | USA  | 4:21,26    |
| 7     | Jana Sussmann      | GER  | 4:21,82    |
| 8     | Ekaterina Ischowa  | RUS  | 4:22,41    |

### 3000 m
| Platz | Athletin           | Land | Zeit (min) |
| ----- | ------------------ | ---- | ---------- |
| 1     | Mercy Cherono      | KEN  | 8:58,07 SB |
| 2     | Bizunesh Urgesa    | ETH  | 8:58,90    |
| 3     | Frehiwat Goshu     | ETH  | 9:03,76 PB |
| 4     | Marina Gordejewa   | RUS  | 9:11,59 PB |
| 5     | Jackline Chebii    | KEN  | 9:12,85    |
| 6     | Laurynne Chetelat  | USA  | 9:15,11 PB |
| 7     | Jekaterina Ischowa | RUS  | 9:15,59 PB |
| 8     | Tamara Jewett      | CAN  | 9:15,74 PB |

### 5000 m
| Platz | Athletin            | Land | Zeit (s) |
| ----- | ------------------- | ---- | -------- |
| 1     | Sule Utura          | ETH  | 16:15,59 |
| 2     | Genzebe Dibaba      | ETH  | 16:16,75 |
| 3     | Nelly Chebet        | KEN  | 16:17,96 |
| 4     | Lucia Kamene Muangi | KEN  | 16:25,04 |
| 5     | Kasumi Nishihara    | JPN  | 16:33,28 |
| 6     | Olha Skrypak        | UKR  | 16:36,46 |
| 7     | Kendra Schaaf       | CAN  | 16:37,79 |
| 8     | Emily Pidgeon       | GBR  | 16:41,29 |

### 10 km Gehen
| Platz | Athletin          | Land | Zeit (min)   |
| ----- | ----------------- | ---- | ------------ |
| 1     | Tatjana Minejewa  | RUS  | 43:24,72 CR  |
| 2     | Elmira Alembekowa | RUS  | 43:45,16 PB  |
| 3     | Li Yanfei         | CHN  | 44:24,10 PB  |
| 4     | Jess Rothwell     | AUS  | 44:44,22 AJR |
| 5     | Anamaria Greceanu | ROU  | 45:53,50 PB  |
| 6     | Júlia Takács      | ESP  | 45:58,29 NJR |
| 7     | Seasbyeol Weon    | KOR  | 46:08,65     |
| 8     | Kumiko Okada      | JPN  | 46:10,26 PB  |

### 100 m Hürden
| Platz | Athletin           | Land | Zeit (s) |
| ----- | ------------------ | ---- | -------- |
| 1     | Teona Rodgers      | USA  | 13,40    |
| 2     | Shermaine Williams | JAM  | 13,48    |
| 3     | Belkis Milanés     | CUB  | 13,49    |
| 4     | Alina Talaj        | BLR  | 13,50    |
| 5     | Anne Zagré         | BEL  | 13,55 PB |
| 6     | Natasha Ruddock    | JAM  | 13,70    |
| 7     | Krystal Bodie      | BAH  | 13,72    |
| 8     | Kierre Beckles     | BAR  | 13,96    |

### 400 m Hürden
| Platz | Athletin         | Land | Zeit (s)  |
| ----- | ---------------- | ---- | --------- |
| 1     | Takecia Jameson  | USA  | 56,29 WJL |
| 2     | Janeil Bellille  | TRI  | 56,84 NJR |
| 3     | Meghan Beesley   | GBR  | 57,08 PB  |
| 4     | Hanna Titimez    | UKR  | 57,22 PB  |
| 5     | Laura Hansen     | GER  | 57,46 PB  |
| 6     | Hanna Ryschykowa | UKR  | 58,43     |
| 7     | Frida Persson    | SWE  | 58,62     |
| 8     | Nikita Tracey    | JAM  | 59,05     |

### 3000 m Hindernis
| Platz | Athletin                | Land | Zeit (min)   |
| ----- | ----------------------- | ---- | ------------ |
| 1     | Christine Muyanaga      | KEN  | 9:31,35 CR   |
| 2     | Elizabeth Mueni         | KEN  | 9:36,50 PB   |
| 3     | Korahubish Itaa         | ETH  | 9:37,81 NJR  |
| 4     | Halima Hassen           | ETH  | 9:38,44 PB   |
| 5     | Sandra Eriksson         | FIN  | 10:00,87 NJR |
| 6     | Poļina Jeļizarova       | LAT  | 10:07,15     |
| 7     | Aleksandra Kudrjaschowa | RUS  | 10:12,74     |
| 8     | Lucie Sekanová          | CZE  | 10:16,31 NJR |

### 4 × 100 m Staffel
| Platz | Land                | Athletinnen                                                        | Zeit (s)  |
| ----- | ------------------- | ------------------------------------------------------------------ | --------- |
| 1     | Vereinigte Staaten  | Jeneba Tarmoh Shayla Mahan Gabrielle Glenn Tiffany Townsend        | 43,66 WJL |
| 2     | Jamaika             | Shawna Anderson Kaycea Jones Gayon Evans Jura Levy                 | 43,98 SB  |
| 3     | Brasilien           | Barbara de Oliveira Bárbara Leôncio Luana Correa Rosângela Santos  | 44,61     |
| 4     | Bahamas             | Sheniqua Ferguson Krystal Bodie Tia Rolle Nivea Smith              | 44,61     |
| 5     | Frankreich          | Orlann Ombissa Émilie Gaydu Wendy Pascal Cornnelly Calydon         | 45,02     |
| 6     | St. Kitts und Nevis | Marecia Pemberton Meritzer Williams Sheriffa Whyte Tameka Williams | 45,10     |
| 7     | Barbados            | Tameka Rawlins Mara Weekes Sade Greene Kierre Beckles              | 45,36     |
| 8     | Schweiz             | Marisa Lavanchy Jacqueline Gasser Grace Muamba Valentine Arrieta   | 45,51     |

### 4 × 400 m Staffel
| Platz | Land               | Athletinnen                                                              | Zeit (min)  |
| ----- | ------------------ | ------------------------------------------------------------------------ | ----------- |
| 1     | Vereinigte Staaten | Lanie Whittaker Jessica Beard Erica Alexander Takecia Jameson            | 3:30,19     |
| 2     | Ukraine            | Olha Semljak Julija Krasnoschtschok Hanna Jaroschtschuk Julija Baralej   | 3:34,20 NJR |
| 3     | Australien         | Brittney McGlone Trychelle Kingdom Olivia Tauro Angeline Blackburn       | 3:34,23 SB  |
| 4     | Frankreich         | Amélie Fosse Bérénice Manimba Margot Viot Floria Gueï                    | 3:35,83 SB  |
| 5     | Russland           | Lilija Gafijatullina Ksenija Gusarowa Olesja Zaranok Aleksandra Bulanowa | 3:37,40     |
| 6     | Belarus            | Maryna Libosa Wiktoryja Schautschuk Wiktoryja Manko Kazjaryna Mischyna   | 3:38,38     |
| 7     | Deutschland        | Vera Stelkens Julia Müller-Foell Inga Maria Müller Fabienne Kohlmann     | 3:39,00     |
| 8     | Kanada             | Alyssa Johnson Jessica Parry Sarah Wells Natalie Geiger                  | 3:39,27     |

### Hochsprung
| Platz | Athletin         | Land | Höhe (m) |
| ----- | ---------------- | ---- | -------- |
| 1     | Kimberly Jeß     | GER  | 1,86     |
| 2     | Mirela Demirewa  | BUL  | 1,86     |
| 3     | Hannelore Desmet | BEL  | 1.86     |
| 3     | Lesyanis Mayor   | CUB  | 1,86     |
| 5     | Zoe Timmers      | AUS  | 1,82     |
| 6     | Esthera Petre    | ROU  | 1,82 SB  |
| 7     | Natalja Mamlina  | RUS  | 1,82     |
| 8     | Ellen Björklund  | SWE  | 1,78     |
| 8     | Anja Saumweber   | GER  | 1,78     |

### Stabhochsprung
| Platz | Athletin            | Land | Höhe (m) |
| ----- | ------------------- | ---- | -------- |
| 1     | Walerija Wolik      | RUS  | 4,40 CR  |
| 2     | Jekaterina Kolesowa | RUS  | 4,40 CR  |
| 3     | Ekaterini Stefanidi | GRE  | 4,25 SB  |
| 4     | Rachel Laurent      | USA  | 4,25     |
| 5     | Vicky Parnov        | AUS  | 4,20     |
| 6     | Vanessa Vandy       | FIN  | 4,20     |
| 7     | Natasha Benner      | GER  | 4,10     |
| 8     | Petra Olsen         | SWE  | 4,10     |
| 8     | Leslie Brost        | USA  | 4,10 PB  |

### Weitsprung
| Platz | Athletin              | Land | Weite (m) |
| ----- | --------------------- | ---- | --------- |
| 1     | Ivana Španović        | SRB  | 6,61      |
| 2     | Nastassja Mirontschyk | BLR  | 6,46      |
| 3     | Dailenys Alcántara    | CUB  | 6,41 PB   |
| 4     | Ksenia Achkinadze     | GER  | 6,33      |
| 5     | Arantxa King          | BER  | 6,31 SB   |
| 6     | Eileen Matthes        | GER  | 6,28 PB   |
| 7     | Anna Jagaciak         | POL  | 6,27      |
| 8     | Abigail Irozuru       | GBR  | 6,16 PB   |

### Dreisprung
| Platz | Athletin               | Land | Weite (m) |
| ----- | ---------------------- | ---- | --------- |
| 1     | Dailenys Alcántara     | CUB  | 14,25 WJL |
| 2     | Yosleivis Rivalta      | CUB  | 13,85     |
| 3     | Paraskevi Papachristou | GRE  | 13,74     |
| 4     | Hanna Knjasjewa        | UKR  | 13,61 SB  |
| 5     | Carmen Toma            | ROU  | 13,40     |
| 6     | Yi Lanmei              | CHN  | 13,23     |
| 7     | Keshia Willix          | FRA  | 13,22     |
| 8     | Mathilde Boateng       | FRA  | 13,15     |

### Kugelstoßen
| Platz | Athletin          | Land | Weite (m) |
| ----- | ----------------- | ---- | --------- |
| 1     | Natalia Ducó      | CHI  | 17,23     |
| 2     | Melissa Boekelman | NED  | 16,60     |
| 3     | Ma Qiao           | CHN  | 16,55 SB  |
| 4     | Aljona Dubizkaja  | BLR  | 16,55 PB  |
| 5     | Sophie Kleeberg   | GER  | 16,06     |
| 6     | Sandra Lemos      | COL  | 15,92     |
| 7     | Anita Márton      | HUN  | 15,88     |
| 8     | Lina Berends      | GER  | 15,70     |

### Diskuswurf
| Platz | Athletin              | Land | Weite (m) |
| ----- | --------------------- | ---- | --------- |
| 1     | Xi Shangxue           | CHN  | 54,96 SB  |
| 2     | Julia Fischer         | GER  | 54,69     |
| 3     | Sandra Perković       | CRO  | 54,24     |
| 4     | Anna-Katharina Weller | GER  | 52,34     |
| 5     | Wiktorija Bolbat      | UKR  | 51,26     |
| 6     | Anita Márton          | HUN  | 51,16     |
| 7     | Anna Jelmini          | USA  | 49,46     |
| 8     | Nastassja Kaschtanawa | BLR  | 49,31     |

### Hammerwurf
| Platz | Athletin            | Land | Weite (m) |
| ----- | ------------------- | ---- | --------- |
| 1     | Bianca Perie        | ROU  | 67,95 CR  |
| 2     | Kateřina Šafránková | CZE  | 63,13     |
| 3     | Jenny Ozorai        | HUN  | 60,80     |
| 4     | Barbara Špiler      | SLO  | 60,18 NJR |
| 5     | Ariannis Vichy      | CUB  | 58,78     |
| 6     | Gabi Wolfarth       | GER  | 58,69     |
| 7     | Sophie Hitchon      | GBR  | 58,45     |
| 8     | Alina Kastrowa      | BLR  | 58,03     |

### Speerwurf
| Platz | Athletin           | Land | Weite (m) |
| ----- | ------------------ | ---- | --------- |
| 1     | Wira Rebryk        | UKR  | 63,01 WJL |
| 2     | Li Lingwei         | CHN  | 59,25 PB  |
| 3     | Tatjana Jelača     | SRB  | 58,77 NJR |
| 4     | Zhang Li           | CHN  | 56,68     |
| 5     | Tazmin Brits       | RSA  | 56,12     |
| 6     | Jelena Jaakkola    | FIN  | 55,26     |
| 7     | Anna Wessman       | SWE  | 54,12 NJR |
| 8     | Nikola Ogrodníková | CZE  | 53,94     |

### Siebenkampf
| Platz | Athletin                       | Land | Punkte  |
| ----- | ------------------------------ | ---- | ------- |
| 1     | Carolin Schäfer                | GER  | 5833 PB |
| 2     | Jana Maksimawa                 | BLR  | 5766    |
| 3     | Grit Šadeiko                   | EST  | 5765 PB |
| 4     | Natalja Gizbullina             | RUS  | 5723 PB |
| 5     | Elisa-Sophie Döbel             | GER  | 5536 PB |
| 6     | Amanda Spiljard                | NED  | 5534 PB |
| 7     | Helga Margrét Thorsteinsdóttir | ISL  | 5516    |
| 8     | Frida Linde                    | SWE  | 5509 PB |

## Abkürzungen
- WR = Weltrekord
- WU20R = U20-Weltrekord
- OR = olympischer Rekord
- YOR = olympischer Jugendrekord
- AR = Kontinentalrekord
- AU20R = U20-Kontinentalrekord
- NR = nationaler Rekord
- NU20R = nationaler U20-Rekord
- CR = Meisterschaftsrekord
- MR = Veranstaltungsrekord
- WB = Weltbestleistung
- WU20B = U20-Weltbestleistung
- WU18B = U18-Weltbestleistung
- AB = Kontinentalbestleistung
- AU20B = U20-Kontinentalbestleistung
- AU18B = U18-Kontinentalbestleistung
- NB = nationale Bestleistung
- NU20B = nationale U20-Bestleistung
- NU18B = nationale U18-Bestleistung
- PB = persönliche Bestleistung
- SB = persönliche Saisonbestleistung
- QB = Qualifikationsbestleistung
- WL = Weltjahresbestleistung
- WU20L = U20-Weltjahresbestleistung
- WU18L = U18-Weltjahresbestleistung
- DSQ = disqualifiziert (engl. Disqualified)
- DNS = Wettkampf nicht angetreten (engl. Did Not Start)
- DNF = Wettkampf nicht beendet (engl. Did Not Finish)

## Medaillenspiegel
| Medaillenspiegel (Endstand nach 44 Entscheidungen) | Medaillenspiegel (Endstand nach 44 Entscheidungen) | Medaillenspiegel (Endstand nach 44 Entscheidungen) | Medaillenspiegel (Endstand nach 44 Entscheidungen) | Medaillenspiegel (Endstand nach 44 Entscheidungen) | Medaillenspiegel (Endstand nach 44 Entscheidungen) |
| Platz                                              | Land                                               | Gold                                               | Silber                                             | Bronze                                             | Gesamt                                             |
| -------------------------------------------------- | -------------------------------------------------- | -------------------------------------------------- | -------------------------------------------------- | -------------------------------------------------- | -------------------------------------------------- |
| 01                                                 | Vereinigte Staaten                                 | 11                                                 | 4                                                  | 2                                                  | 17                                                 |
| 02                                                 | Deutschland                                        | 6                                                  | 1                                                  | 3                                                  | 10                                                 |
| 03                                                 | Kenia                                              | 4                                                  | 5                                                  | 2                                                  | 11                                                 |
| 04                                                 | Russland                                           | 4                                                  | 3                                                  | 0                                                  | 7                                                  |
| 05                                                 | Äthiopien                                          | 2                                                  | 3                                                  | 5                                                  | 10                                                 |
| 06                                                 | Ukraine                                            | 2                                                  | 1                                                  | 1                                                  | 4                                                  |
| 07                                                 | Frankreich                                         | 2                                                  | 0                                                  | 0                                                  | 2                                                  |
| 07                                                 | Rumänien                                           | 2                                                  | 0                                                  | 0                                                  | 2                                                  |
| 09                                                 | Jamaika                                            | 1                                                  | 4                                                  | 1                                                  | 6                                                  |
| 10                                                 | Kuba                                               | 1                                                  | 2                                                  | 5                                                  | 8                                                  |
| 11                                                 | Vereinigtes Königreich                             | 1                                                  | 2                                                  | 2                                                  | 5                                                  |
| 11                                                 | Volksrepublik China                                | 1                                                  | 2                                                  | 2                                                  | 5                                                  |
| 13                                                 | Polen                                              | 1                                                  | 2                                                  | 0                                                  | 3                                                  |
| 14                                                 | Serbien                                            | 1                                                  | 0                                                  | 2                                                  | 3                                                  |
| 15                                                 | Bahamas                                            | 1                                                  | 0                                                  | 1                                                  | 2                                                  |
| 16                                                 | Algerien                                           | 1                                                  | 0                                                  | 0                                                  | 1                                                  |
| 16                                                 | Chile                                              | 1                                                  | 0                                                  | 0                                                  | 1                                                  |
| 16                                                 | Nigeria                                            | 1                                                  | 0                                                  | 0                                                  | 1                                                  |
| 16                                                 | Sudan                                              | 1                                                  | 0                                                  | 0                                                  | 1                                                  |
| 20                                                 | Belarus                                            | 0                                                  | 4                                                  | 1                                                  | 5                                                  |
| 21                                                 | Kroatien                                           | 0                                                  | 1                                                  | 2                                                  | 3                                                  |
| 21                                                 | Südafrika                                          | 0                                                  | 1                                                  | 2                                                  | 2                                                  |
| 23                                                 | Grenada                                            | 0                                                  | 1                                                  | 1                                                  | 2                                                  |
| 23                                                 | Niederlande                                        | 0                                                  | 1                                                  | 1                                                  | 2                                                  |
| 25                                                 | Ägypten                                            | 0                                                  | 1                                                  | 0                                                  | 1                                                  |
| 25                                                 | Bulgarien                                          | 0                                                  | 1                                                  | 0                                                  | 1                                                  |
| 25                                                 | St. Kitts und Nevis                                | 0                                                  | 1                                                  | 0                                                  | 1                                                  |
| 25                                                 | Trinidad und Tobago                                | 0                                                  | 1                                                  | 0                                                  | 1                                                  |
| 25                                                 | Tschechien                                         | 0                                                  | 1                                                  | 0                                                  | 1                                                  |
| 25                                                 | Türkei                                             | 0                                                  | 1                                                  | 0                                                  | 1                                                  |
| 25                                                 | Uganda                                             | 0                                                  | 1                                                  | 0                                                  | 1                                                  |
| 32                                                 | Spanien                                            | 0                                                  | 0                                                  | 3                                                  | 3                                                  |
| 33                                                 | Griechenland                                       | 0                                                  | 0                                                  | 2                                                  | 2                                                  |
| 34                                                 | Australien                                         | 0                                                  | 0                                                  | 1                                                  | 1                                                  |
| 34                                                 | Belgien                                            | 0                                                  | 0                                                  | 1                                                  | 1                                                  |
| 34                                                 | Brasilien                                          | 0                                                  | 0                                                  | 1                                                  | 1                                                  |
| 34                                                 | Brunei                                             | 0                                                  | 0                                                  | 1                                                  | 1                                                  |
| 34                                                 | Estland                                            | 0                                                  | 0                                                  | 1                                                  | 1                                                  |
| 34                                                 | Ungarn                                             | 0                                                  | 0                                                  | 1                                                  | 1                                                  |
| 34                                                 | Lettland                                           | 0                                                  | 0                                                  | 1                                                  | 1                                                  |
| Gesamt                                             | Gesamt                                             | 44                                                 | 44                                                 | 45                                                 | 133                                                |